# Bolo
Bolo é um alimento à base de farinha, geralmente doce e cozido no forno. Os bolos são um dos componentes principais das festas, como as de aniversário e casamento, por vezes ornamentados artisticamente e ocupando o lugar central da mesa. No entanto, também são feitos para serem comidos em lanches, sobremesas e até café-da-manhã ou café-da-tarde em fatias.
Para além da farinha, que pode ser de trigo, milho, batata, maisena ou qualquer outra fécula, e do adoçante (normalmente açúcar, mas pode ser um adoçante artificial, para os diabéticos poderem comê-lo), os bolos podem levar ainda um tipo de ingrediente aglutinante, geralmente ovos, mas que pode ser gluten ou amido, uma gordura que pode ser manteiga, margarina ou óleo, puré de fruta e um líquido, que pode ser leite, água ou sumo de frutos. Na maior parte das vezes, a massa para bolos leva aromatizantes, como a casca de limão ralada e fermento químico ou fermento biológico. Podemos chamar-lhe bolo assim que a massa concluir a sua cozedura.
Muitas vezes, os bolos são decorados com uma cobertura, frutas secas ou cristalizadas, que podem ainda ser incluídas na massa e alguns ornamentos artificiais, que podem ou não ser comestíveis (os noivos de um bolo de casamento são, muitas vezes de plástico, assim como as letras "Feliz aniversário" e as velas).

Os bolos podem ainda levar creme chantili, doce de leite, marshmallow, massa folhada ou outra guloseima. Existem também bolos salgados, como bolos de carne por exemplo.

## Bolinho oucupcake
Existe uma variação de bolos, de tamanho menor que o original (bolinho ou cupcake, constituindo-se numa porção individual), sua tradução literal é “bolo no copo”. Originalmente, não havia moldes específicos e esses bolos individuais eram feitos em xícaras ou recipientes semelhantes.
Os cupcakes comerciais comprados em lojas foram introduzidos pela primeira vez em 1919 pela marca alimentícia Hostess, que lançou esta sobremesa de porção única como um lanche. A aparência delicada, o tamanho pequeno e o formato equilibrado para fins decorativos tornavam-no um produto de panificação econômico para padeiros e consumidores. Sua popularidade cupcakes se espalhou pelo mundo graças aos programas de TV e comerciais que começaram a mostrá-los com frequência. Atualmente, é possível encontrar lojas dedicadas exclusivamente a esses produtos em vários países, a primeira sendo a Sprinkles Cupcakes, aberta em Beverly Hills, California em 2005. 

## História
Acredita-se que a confecção de bolos exista desde o Egito Antigo na forma de pães adoçados com xarope de frutas, tâmaras e passas. Os antigos gregos e romanos o aperfeiçoaram, Nero, por exemplo, os apreciava. A real diferença entre pães e bolos só veio a ser caracterizada durante o Renascimento. A denominação teria vindo de bola e os bolos teriam formas associadas a lua, a cone.
O primeiro bolo alto, de andares, teria sido feito para o casamento de Catarina de Médici com Henrique II da França em 1533. Em 1568 na Alemanha, no casamento de Guilherme V da Baviera com Renata de Lorena, o bolo tinha mais de 3 metros da altura e dele saiu Ferdinando da Áustria. No reinado da Rainha Vitória I do Reino Unido houve muitas festas com bolos de até 200 kg, com dois metros de altura.
As velas usadas nos bolos de aniversário são originadas da Grécia Antiga, das festas de Ártemis, deusa da caça, celebradas no dia 6 de cada mês do calendário egípcio. Segundo a mitologia, essa divindade era representada pela Lua, a forma pela qual protegia a Terra. O bolo redondo, coberto de velas acesas, representava a lua cheia. O costume permaneceu restrito à Grécia até o século XIII, quando surgiu na Alemanha.

Os camponeses alemães inventaram a moda da Kinderfeste, no português festa infantil, que começava ao raiar do dia, quando as velas eram acesas e a criança acordada com a chegada do bolo. Havia sempre uma vela a mais do que a idade da criança, que significava a luz da vida. O aniversariante devia apagar as velinhas de uma vez só, fazendo um pedido, que só se realizaria se permanecesse em segredo.

## Significado em outros países e culturas

### Reino Unido
No Reino Unido, o bolo desempenha um papel importante em eventos como casamentos e festas de aniversário. O bolo de casamento tradicional britânico é conhecido como "fruitcake" (bolo inglês) e é feito com frutas secas e coberto com uma camada de pasta de açúcar.

### França
Na França, a palavra "bolo" se refere principalmente ao pão doce, como o brioche e o croissant. No entanto, os franceses também têm uma variedade de bolos tradicionais, como o "gateau au chocolat" (bolo de chocolate) e o "tarte aux fruits" (torta de frutas).

### México
No México, o bolo é frequentemente associado a celebrações religiosas, como o Dia dos Mortos e a Páscoa. O "pan de muerto" é um tipo de pão doce em forma de crânio ou osso, decorado com açúcar, que é tradicionalmente consumido durante o Dia dos Mortos.

### Japão
No Japão, há uma tradição de presentear bolos ou sobremesas no Natal. O bolo de Natal japonês, conhecido como "kurisumasu keki", geralmente é um bolo de esponja (pão de ló) decorado com creme e frutas. Os bolos são frequentemente comprados em confeitarias especializadas.